# Okręg Dolj
Dolj – okręg w południowo-zachodniej Rumunii (Wołoszczyzna), ze stolicą w mieście Krajowa. W 2011 roku liczył 660 544 mieszkańców. Okręg ma powierzchnię 7414 km², gęstość zaludnienia w 2002 roku 101 osób/km².

## Struktura narodowościowa
Według spisu ludności z roku 2011 okręg Dojl zamieszkiwały następujące narodowości:
- Rumuni - 90,1%
- Romowie - 4,5%
- Węgrzy - 0,029%
- Macedończycy - 0,020%
- Serbowie - 0,015%
- Grecy - 0,014%
- Włosi - 0,010%
- Bułgarzy - 0,010%
- Niemcy - 0,009%
- Żydzi - 0,009%

## Miasta
- Krajowa
- Băilești
- Calafat
- Filiași
- Segarcea
- Bechet
- Dăbuleni.

## Gminy
- Afumați
- Almăj
- Amărăștii de Jos
- Amărăștii de Sus
- Apele Vii
- Argetoaia
- Bârca
- Bistreț
- Botoșești-Paia
- Brabova
- Brădești
- Braloștița
- Bratovoești
- Breasta
- Bucovăț
- Bulzești
- Călărași
- Calopăr
- Caraula
- Cârcea
- Cârna
- Carpen
- Castranova
- Catane
- Celaru
- Cerăt
- Cernătești
- Cetate
- Cioroiași
- Ciupercenii Noi
- Coșoveni
- Coțofenii din Dos
- Coțofenii din Față
- Daneți
- Desa
- Dioști
- Dobrești
- Dobrotești
- Drăgotești
- Drănic
- Fărcaș
- Galicea Mare
- Galiciuica
- Gângiova
- Ghercești
- Ghidici
- Ghindeni
- Gighera
- Giubega
- Giurgița
- Gogoșu
- Goicea
- Goiești
- Grecești
- Întorsura
- Ișalnița
- Izvoare
- Leu
- Lipovu
- Măceșu de Jos
- Măceșu de Sus
- Maglavit
- Malu Mare
- Mârșani
- Melinești
- Mischii
- Moțăței
- Murgași
- Negoi
- Orodel
- Ostroveni
- Perișor
- Pielești
- Piscu Vechi
- Plenița
- Pleșoi
- Podari
- Poiana Mare
- Predești
- Radovan
- Rast
- Robănești
- Rojiște
- Sadova
- Sălcuța
- Scăești
- Seaca de Câmp
- Seaca de Pădure
- Secu
- Siliștea Crucii
- Șimnicu de Sus
- Sopot
- Tălpaș
- Teasc
- Terpezița
- Teslui
- Țuglui
- Unirea
- Urzicuța
- Valea Stanciului
- Vârtop
- Vârvoru de Jos
- Vela
- Verbița